# Alej na ulici Starobělské v Ostravě

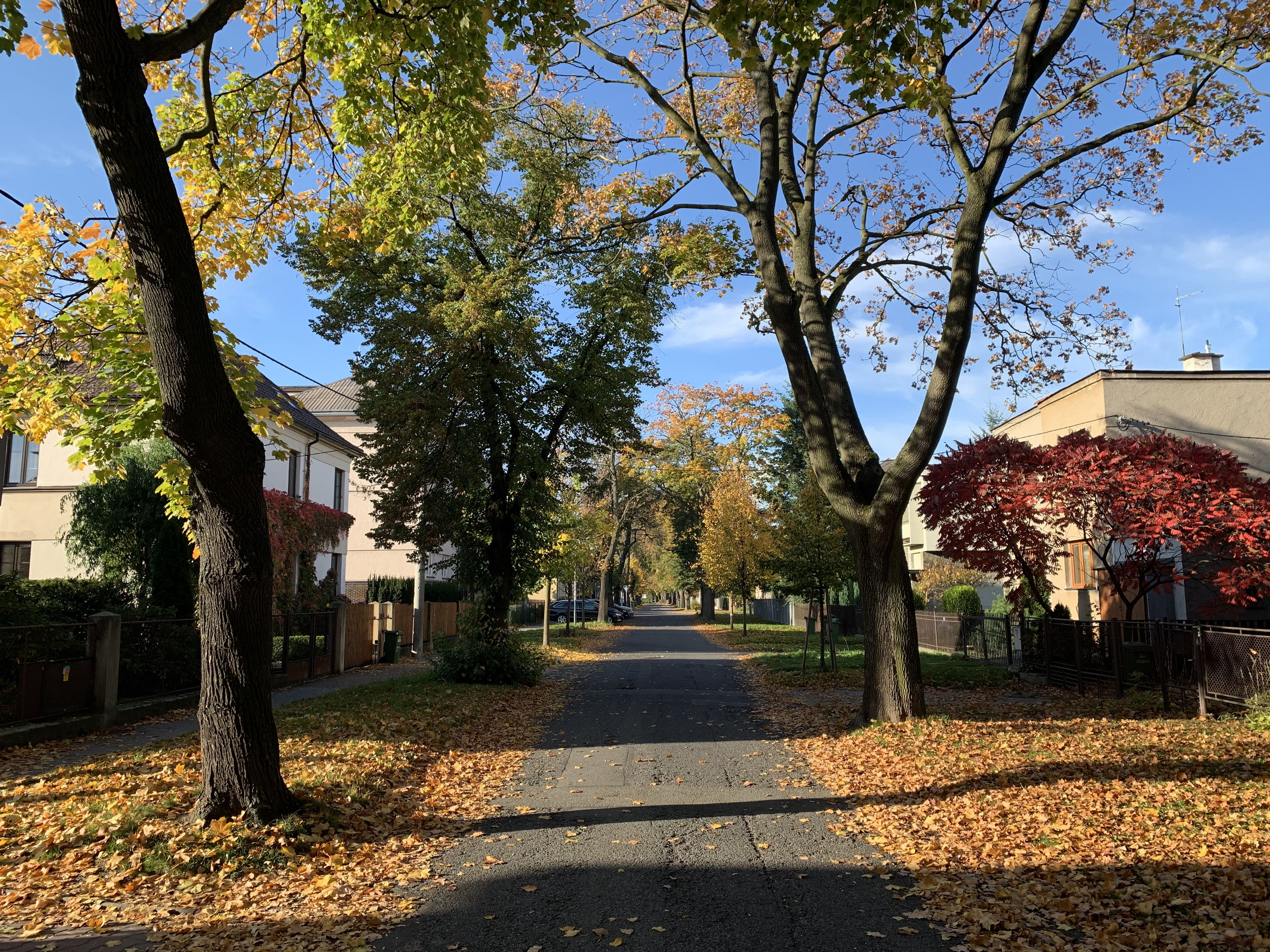
Alej na ulici Starobělské, podzim 2019

Alej na Starobělské ulici, v části Zábřeh v Ostravě na Moravě, jedna z nejzachovalejších alejí v regionu, byla vysázena mezi roky 1921 a 1925. V původní výsadbě se pravidelně střídaly lípy velkolisté (Tilia platyphillos) a javory mléče (Acer platanoides), jen před domem čo. 35 se od první výsadby ve 20. letech, 20. století nachází jasan ztepilý (Fraxinus excelsior). Řada stromů z původní výsadby se již nedochovala, některé byly ve spolupráci úřadu městského obvodu Ostrava-Jih a Spolku obyvatel Družstva nahrazeny mladými jedinci.

## Popis
V aleji se nyní[kdy?] nachází 71 stromů. Jde o dvacet jedna javorů mléčů, tři javory horské (Acer pseudoplatanus), jeden javor polní (Acer campestre), třicet lip velkolistých, třináct lip malolistých (Tilia cordata), dvě lípy stříbrné (Tilia tomentosa) a jeden jasan ztepilý (Fraxinus excelsior).
Největší průměr kmene – 92 cm – má lípa velkolistá před domem čo. 4, průměr 91 cm má lípa velkolistá před domem čo. 7, průměr 85 cm má lípa velkolistá před domem čo. 27–29.
Nejvyšším stromem v aleji je s 22 metry javor mléč před domem čo. 34, 21 metrů měří shodně pět lip velkolistých před domy čo. 7, 21, 28, 35 a 42–44. Jasan ztepilý před domem čo. 35 měří 20 metrů, stejnou výšku mají javory mléče před domy čo. 40 a 9 a dále lípa velkolistá před domem čo. 27–29. Průměrná výška dospělé lípy velkolisté v aleji je 17,5 metrů, u javorů mléčů je průměr výšky 16,6 metrů.
Třináct lip malolistých bylo do aleje vysazeno po velkém kácení v roce 2012, mladé stromy měly koncem roku 2020 průměr kmene 12–14 cm a výšku 8–9 metrů.

## Galerie

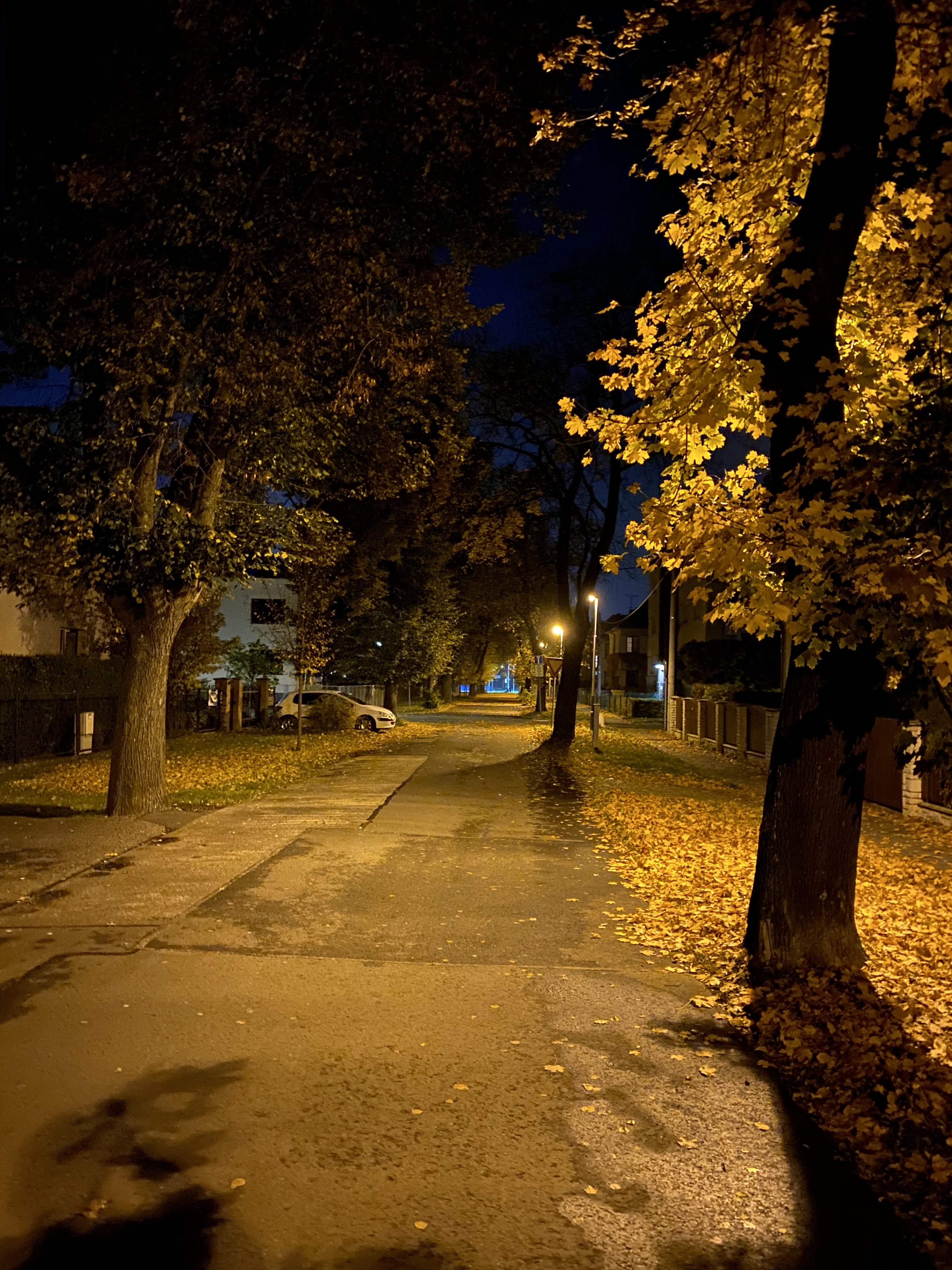
Starobělská alej, 28. 10. 2020 večer
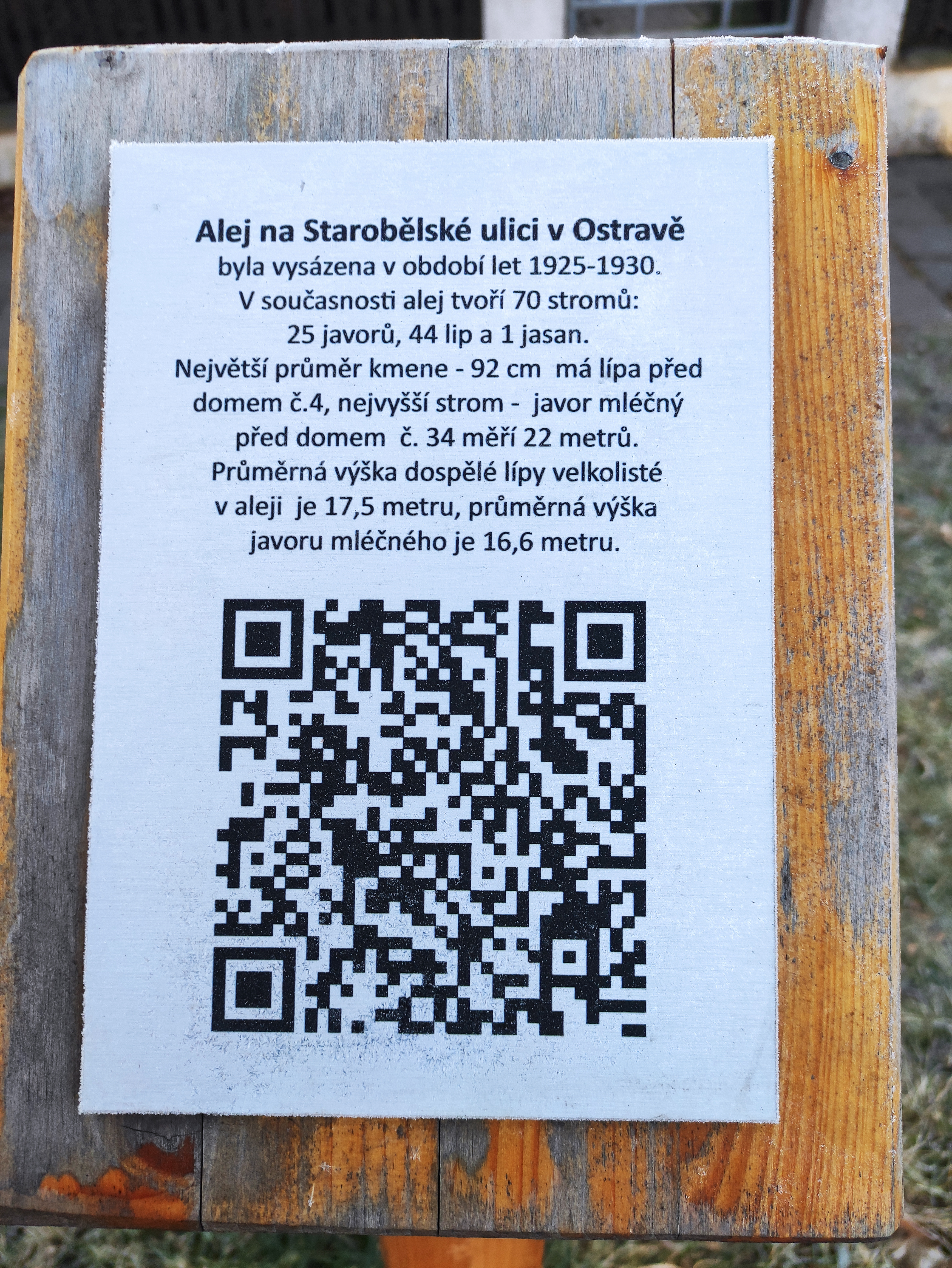
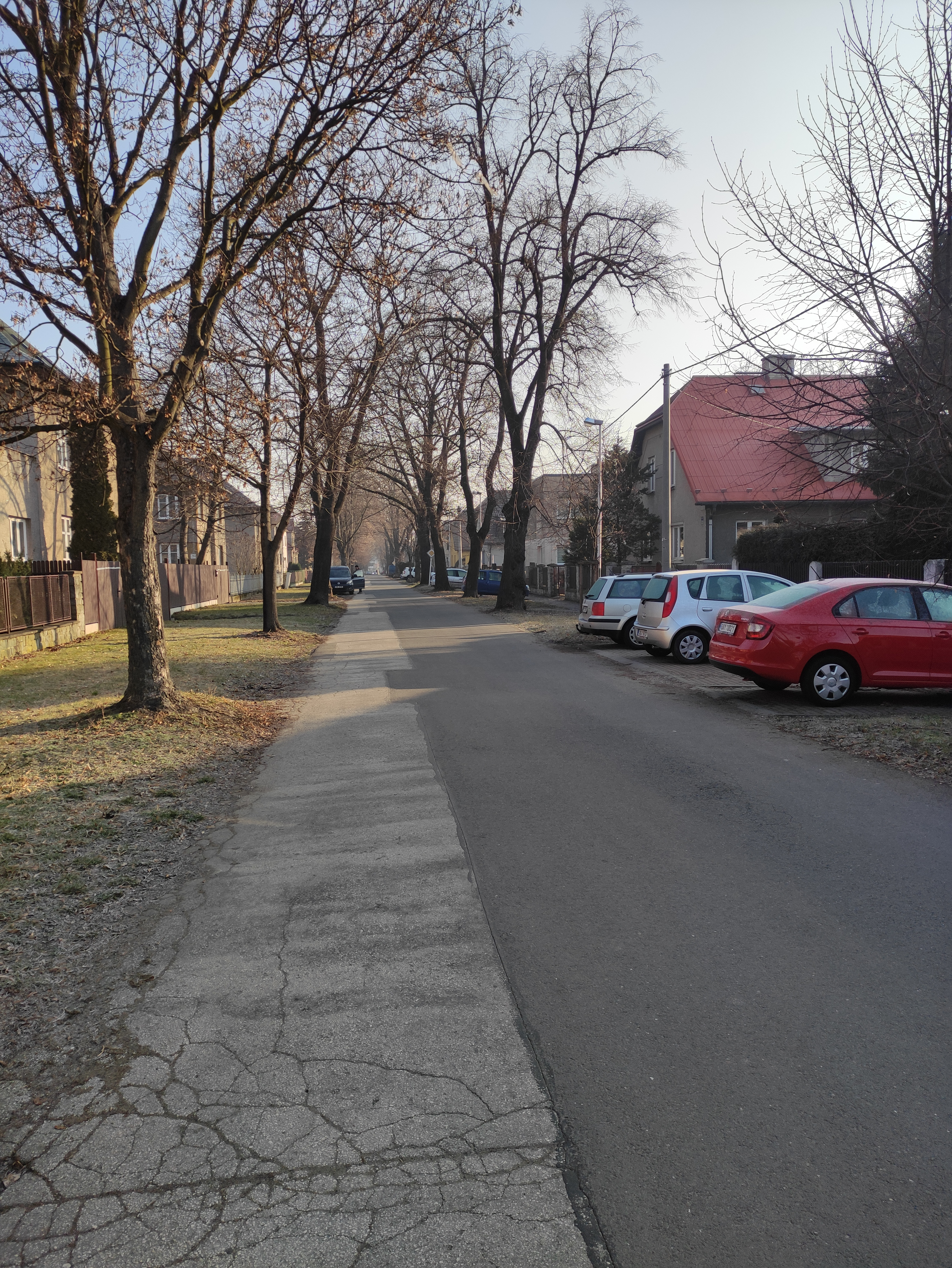